# 伊拉斯·贝博
伊拉斯·贝博（Ihlas Bebou，1994年4月23日—），是一名多哥的職業足球運動員，司職前鋒，現效力德甲球會賀芬咸。
2017年8月31日，轉會期最後一天贝博加盟德甲球會漢諾威。
2019年5月16日確認來季加盟賀芬咸，並簽約三年。

## 外部連結
- Soccerway資料庫：伊拉斯·贝博